# جونگ جه کوانگ
جونگ جه کوانگ (کره‌ای: 정재광؛ زادهٔ ۲۹ نوامبر ۱۹۹۰) بازیگر اهل کره جنوبی است. او به خاطر ایفای نقش در مشکلی نیست که خوب نباشی، کشیش بی‌اعصاب و با وجود اینکه می‌دانم شناخته می‌شود.

## فیلم‌شناسی

### فیلم
| سال  | عنوان                    | نقش             | منابع  |
| ---- | ------------------------ | --------------- | ------ |
| ۲۰۱۶ | گزارش پیشاهنگی           | سونگ جون        | [ ۵ ]  |
| ۲۰۱۸ | شاهد                     | مردی در فروشگاه | [ ۶ ]  |
| ۲۰۱۹ | شغل پرخطر                | پلیس            | [ ۷ ]  |
| ۲۰۱۹ | ورتیگو                   | سو گوان وو      | [ ۸ ]  |
| ۲۰۲۱ | My Big Mama's Crazy Ride | یو جی سانگ      | [ ۹ ]  |
| ۲۰۲۱ | خط لوله                  | سانگ گو         | [ ۱۰ ] |
| ۲۰۲۱ | نات اوت                  | شین گوانگ هو    | [ ۱۱ ] |
| ۲۰۲۲ | قانون شکنان ۲            | کیم سانگ هون    | [ ۱۲ ] |
| ن/م  | Night Trip               |                 | [ ۱۳ ] |

### مجموعه تلویزیونی
| سال  | عنوان                                           | نقش          | توضیحات              | منابع  |
| ---- | ----------------------------------------------- | ------------ | -------------------- | ------ |
| ۲۰۱۷ | نجاتم بده                                       | لی اون سونگ  |                      | [ ۱۴ ] |
| ۲۰۱۷ | جادوگر در دادگاه                                | دادستان یون  |                      | [ ۱۵ ] |
| ۲۰۱۹ | کشیش بی‌اعصاب                                    | کیم گون یونگ |                      | [ ۱۶ ] |
| ۲۰۲۰ | مشکلی نیست که خوب نباشی                         | جو جونگ ته   |                      | [ ۱۷ ] |
| ۲۰۲۱ | با وجود اینکه می‌دانم                            | آن کیونگ جون |                      | [ ۱۸ ] |
| ۲۰۲۲ | اوپنینگ – What are you do in the office, Share? | جونگ جین سوک | درام تک قسمتی؛ فصل ۵ | [ ۱۹ ] |
| ۲۰۲۲ | هرگز تسلیم نشو                                  | مین جه       |                      | [ ۲۰ ] |